# Norrländska Mästerskapet
Die Norrländska Mästerskapet war ein zwischen 1925 und 1953 ausgetragener schwedischer Fußballwettbewerb. Da den nordschwedischen Mannschaften bis zur Spielzeit 1952/53 die Teilnahme an der landesweiten Meisterschaft verwehrt war, spielten sie im Pokalmodus den Meister aus Norrland aus. Mit der Eingliederung Norrlands in die Ligapyramide wurde der Wettbewerb, der im Laufe seiner Austragung mehrfach ausgesetzt wurde, eingestellt.
Erfolgreichste Mannschaft mit acht Titelgewinnen war Bodens BK, daneben gelang nur dem zweifachen Sieger Skellefteå AIK ein mehrfacher Erfolg im Wettbewerb.

## Titelträger
- 1925: Strands IF
- 1926: Bodens BK
- 1927: Söderhamns Skärgårds IF
- 1928: Bodens BK
- 1929: Bodens BK
- 1930–1931: kein Wettbewerb
- 1932: Malmbergets AIF
- 1933–1935: kein Wettbewerb
- 1936: Bodens BK
- 1937: Bodens BK
- 1938: Bodens BK
- 1939: Domsjö IF
- 1940: kein Wettbewerb
- 1941: Bodens BK
- 1942: GIF Sundsvall
- 1943: IF Friska Viljor
- 1944: Bodens BK
- 1945–1946: kein Wettbewerb
- 1947: Ljusne AIK
- 1948: IFK Holmsund
- 1949: IFK Östersund
- 1950: Skellefteå AIK
- 1951: Skellefteå AIK
- 1952: Lycksele IF
- 1953: Fagerviks GF